# Julián Romero i el seu sant patró
Julián Romeo i el seu sant patró és un llenç atribuït a El Greco. Consta amb el número 155 en el catàleg de les obres d'aquest pintor, realitzat pel seu especialista Harold Wethey.

## Tema de l'obra
Julián Romero de Ibarrola (Huélamo, 1518 - Alessandria-Piemont o Solero, 13 d'octubre de 1577) fou un militar espanyol del segle xvi, capità dels terços de l'exèrcit de Flandes, que va contribuir al triomf de Felip II a la Batalla de Sant Quintí. Va assolir el grau de maestre de campo i va esdevenir cavaller de l'Orde de Sant Jaume. La seva figura ha servit d'inspiraciò a diverses obres literàries, tant clàssiques com actuals.
El cavaller dempeus darrera seu podría ser Sant Lluís IX de França, alehores model del cavaller cristià, però habitualment hom l'identifica com a Sant Julià, el sant patró de Julián Romero.

## Anàlisi de l'obra
Oli sobre llenç; 207 x 127 cm.; No està signat; Museu del Prado, Madrid.
Aquest llenç és insòlit dins el corpus de retrats pictòrics d'El Greco perquè és l'únic on hi són representats dos personatges de cos sencer, i també ho és pel seu acabat pictòric. El personatge principal només és identificable mercès a la inscripció, segurament espùria i amb errors, que hi ha a la columna, a l'esquerra: "Julián Romero, el de las hazañas, natural de Antequera, comendador de la Orden de Santiago, Maestre de campo, el más famoso de los ejércitos de Italia y Flandes, de cuyos hechos están llenos las historias". L'armadura, l'elm, la flor de lis, la corona, el pedestal i la columna recorden els de Sant Lluís Rei de França.
Segons Harold Wethey, és una obra d'El Greco amb col·laboració amb el seu taller. L'acabat massa sec explica que varis crítics dubtin de l'atribució d'aquesta obra al mestre cretenc, però la darrera restauració ha posat de relleu la seva qualitat.
D'acord amb Josep Gudiol, el personatge en segon terme és Sant Julià, i la seva armadura és similar a la que apareix a L'Enterrament del comte d'Orgaz. Segons aquest autor, la tècnica d'aquest llenç és insòlita dins el corpus d'El Greco per la seva inusitada llisor. Tanmateix, tant el dibuix general, com la forma i l'expressió són admirables, i la sensació d'eloqüència dels dos personatges és molt pròpia del mestre cretenc.

## Procedència
- Col·lecció del marqués de Lugros, Alcalá la Real (Jaén), fins a l'any 1890;
- Col·lecció de Leopoldo Eguilaz, Granada;
- Llegat de Luis de Errazu y Rubio de Tejada al Museu del Prado, 1926.